# Al-Kut
al-Kūt (in arabo كوت, o anche كوت العمارة, Kūt al-ʿAmāra) è una città dell'Iraq centro-orientale, sulle sponde del Tigri, con una popolazione calcolata di 183.183 abitanti nel 2008.
È il capoluogo del Governatorato di Wasit.
La città è conosciuta per l'assedio e la successiva vittoria dell'Esercito ottomano su quello britannico, trinceratosi nella città, durante il celebre Assedio di Kut nel corso della prima guerra mondiale.